# 山縣文治
山縣 文治（やまがた ふみはる、1954年10月3日 - ）は、日本の児童福祉学者、大阪総合保育大学特任教授。

## 人物
広島県生まれ。1978年大阪市立大学生活科学部社会福祉学科卒、1982年同大学院生活科学研究科後期博士課程単位取得退学。大阪市立大学助手、1992年講師、1994年助教授、教授、2012年関西大学人間健康学部教授、2025年大阪総合保育大学特任教授。1999年「児童福祉法の改正と児童福祉施設 子ども家庭福祉サービス論の構築に向けて」で大阪市立大学より博士（学術）の学位を取得。2023年こども家庭庁こども家庭審議会委員。

## 著書
- 『現代保育論』ミネルヴァ書房 2002
- 『児童福祉論』ミネルヴァ書房 ファーストステップ・社会福祉　2005

### 共編著
- 『福祉の仕事』小山隆、明石隆行、津崎哲郎共編著 朱鷺書房 1994
- 『介護の仕事』杉村和子、武満、山本和義共編著 朱鷺書房 1996
- 『新しい子ども家庭福祉』柏女霊峰共編著 ミネルヴァ書房 ニューウェーブ子ども家庭福祉　1998
- 『家族・児童福祉』庄司洋子,松原康雄共編 有斐閣 これからの社会福祉 1998
- 『社会福祉用語辞典 福祉新時代の新しいスタンダード』柏女霊峰と編集代表 ミネルヴァ書房 2000
- 『ソーシャルウエルビーイング事始め 社会福祉の仕組み』編 有斐閣ブックス 2000
- 『保育サービス再考 児童福祉制度の変革とこれからの子育て支援』岸和田かおり共編著 朱鷺書房 2000
- 『児童福祉論』松原康雄共編著 ミネルヴァ書房 社会福祉士養成テキストブック 2000
- 『家族援助論』柏女霊峰共編 ミネルヴァ書房 保育・看護・福祉プリマーズ 2002
- 『子ども家庭福祉とソーシャルワーク』高橋重宏,才村純共編 有斐閣 社会福祉基礎シリーズ 児童福祉論 2002
- 『よくわかる子ども家庭福祉』編 ミネルヴァ書房 やわらかアカデミズム・<わかる>シリーズ　2002
- 『よくわかる社会福祉』岡田忠克共編 ミネルヴァ書房 やわらかアカデミズム・<わかる>シリーズ　2002
- 『よくわかる地域福祉』上野谷加代子,松端克文共編 ミネルヴァ書房 やわらかアカデミズム・〈わかる〉シリーズ　2004
- 『よくわかる養護原理』林浩康共編 ミネルヴァ書房 やわらかアカデミズム・<わかる>シリーズ　2005
- 『社会的養護の現状と近未来』林浩康共編著 明石書店 2007
- 『よくわかる家族援助論』橋本真紀共編 ミネルヴァ書房 やわらかアカデミズム・<わかる>シリーズ　2007
- 『子どもと家族のヘルスケア 元気なこころとからだを育む』編集代表 汐見稔幸、佐藤博樹、大日向雅美、小宮信夫、山縣監修 ぎょうせい 子育て支援シリーズ　2008
- 『社会的養護』小池由佳共編著 ミネルヴァ書房 新・プリマーズ/保育/福祉　2010
- 『社会福祉』石田慎二共編著 ミネルヴァ書房 新・プリマーズ/保育/福祉　2010
- 『児童家庭福祉』福田公教共編著 ミネルヴァ書房 新・プリマーズ/保育/福祉　2010
- 『リーディングス日本の社会福祉 第8巻 子ども家庭福祉』編著 日本図書センター 2010
- 『よくわかる家庭支援論』橋本真紀共編 ミネルヴァ書房 やわらかアカデミズム・〈わかる〉シリーズ　2011
- 『岡村理論の継承と展開 第3巻 社会福祉における生活者主体論』大塚保信,松原一郎共編著 ミネルヴァ書房 2012
- 『よくわかる社会的養護』林浩康共編 ミネルヴァ書房 やわらかアカデミズム・〈わかる〉シリーズ　2012
- 『社会的養護内容』谷口純世共編著 ミネルヴァ書房 新・プリマーズ 保育/福祉 2014

### 翻訳
- ジリアン・ワグナー『社会福祉施設のとるべき道 英国・ワグナーレポート』監訳 雄山閣出版 1992
- マーク・W.フレイザー編著『子どものリスクとレジリエンス 子どもの力を活かす援助』門永朋子,岩間伸之共訳 ミネルヴァ書房 2009